# Ritmo Perfeito
Albums de Anitta
Anitta
(2013) Bang!
(2015)
Singles
1. Cobertor
Sortie : 24 mai 2014
2. Na Batida
Sortie : 29 juillet 2014
3. Ritmo Perfeito
Sortie : 10 décembre 2014
4. No Meu Talento
Sortie : 26 février 2015

Ritmo Perfeito est le deuxième album studio de la chanteuse pop brésilienne Anitta,. Il est sorti par Warner Music Brasil le 3 juin 2014, le même jour que le premier album live et DVD d'Anitta, Meu Lugar. Ritmo Perfeito présente les rappeurs MC Guime et Projota, qui ont également écrit les chansons Cobertor et Mulher (une version révisée de sa chanson originale). Le genre de la chanson est le même que celui du premier album d'Anitta (pop et électropop), mais comprend des influences plus importantes de la mélodie funk et du R&B.

## Composition
Anitta a annoncé les préparatifs de son premier DVD en juillet 2013, qui s'intitulera plus tard Meu Lugar,. De nouvelles chansons ont été écrites spécialement pour le projet. Plus tard, Anitta a annoncé la sortie de deux nouveaux albums dans sa vidéo YouTube Blá Blá Blá avec Anitta un album live avec audio extrait du DVD Meu Lugar et une version studio de ses nouvelles chansons en plus d'une piste originale.
Anitta a collaboré avec plusieurs nouveaux écrivains sur cet album, dont Projota, qui a travaillé sur les chansons Cobertor et Mulher. Elle a collaboré avec Umberto Tavares et Cornea Meternia sur certains morceaux.

## Sortie
Ritmo Perfeito présente deux nouveaux singles qui ont été diffusés à la fois à la radio et à la télévision, ainsi que sur iTunes,. Le premier single, Cobertor, était accompagné d'un clip vidéo sur YouTube. Un mois plus tard, le deuxième single, Na Batida, est sorti. L'album a atteint le statut de disque d'or par ABPD.

## Liste des pistes
| Ritmo Perfeito | Ritmo Perfeito               | Ritmo Perfeito                                | Ritmo Perfeito | Ritmo Perfeito | Ritmo Perfeito | Ritmo Perfeito | Ritmo Perfeito | Ritmo Perfeito | Ritmo Perfeito |
| No             | Titre                        | Auteur                                        | Durée          |                |                |                |                |                |                |
| -------------- | ---------------------------- | --------------------------------------------- | -------------- | -------------- | -------------- | -------------- | -------------- | -------------- | -------------- |
| 1.             | Na Batida                    | - Anitta - Umberto Tavares - Jefferson Junior | 2:43           |                |                |                |                |                |                |
| 2.             | Ritmo Perfeito               | - Anitta - Tavares - Junior                   | 2:57           |                |                |                |                |                |                |
| 3.             | Música de Amor               | - Anitta - Tavares - Junior                   | 3:05           |                |                |                |                |                |                |
| 4.             | Cobertor (feat. Projota)     | - Projota - Dan - Dash - DH                   | 3:04           |                |                |                |                |                |                |
| 5.             | Mulher (feat. Projota)       | - Projota - Mayk                              | 2:45           |                |                |                |                |                |                |
| 6.             | No Meu Talento               | - Anitta - Tavares - Junior                   | 2:44           |                |                |                |                |                |                |
| 7.             | Blá Blá Blá                  | - Anitta - Tavares - Junior                   | 2:53           |                |                |                |                |                |                |
| 8.             | Quem Sabe                    | - Le Tícia                                    | 3:43           |                |                |                |                |                |                |
| 9.             | Vai e Volta                  | - Anitta                                      | 2:52           |                |                |                |                |                |                |
| 10.            | Blá Blá Blá (Extended Remix) | - Anitta - Tavares - Junior                   | 3:25           |                |                |                |                |                |                |
| 30:55          |                              |                                               |                |                |                |                |                |                |                |

| Ritmo Perfeito - Reissue | Ritmo Perfeito - Reissue                    | Ritmo Perfeito - Reissue               | Ritmo Perfeito - Reissue | Ritmo Perfeito - Reissue | Ritmo Perfeito - Reissue | Ritmo Perfeito - Reissue | Ritmo Perfeito - Reissue | Ritmo Perfeito - Reissue | Ritmo Perfeito - Reissue |
| No                       | Titre                                       | Auteur                                 | Durée                    |                          |                          |                          |                          |                          |                          |
| ------------------------ | ------------------------------------------- | -------------------------------------- | ------------------------ | ------------------------ | ------------------------ | ------------------------ | ------------------------ | ------------------------ | ------------------------ |
| 11.                      | Zen (Spanish Version) (featuring Rasel)     | - Anitta - Rasel - Tavares - Junior    | 2:48                     |                          |                          |                          |                          |                          |                          |
| 12.                      | No Meu Talento (Remix) (featuring Mc Guimê) | - Anitta - Mc Guimê - Tavares - Junior | 2:58                     |                          |                          |                          |                          |                          |                          |
| 36:01                    |                                             |                                        |                          |                          |                          |                          |                          |                          |                          |

## Classements
| Classements (2014) | Meilleure position |
| ------------------ | ------------------ |
| Brésil (ABPD)      | 2                  |